# Carnival Row
Carnival Row és una sèrie de Web TV d'estil neo-noir i temàtica fantàstica creada per René Echevarria i Travis Beacham que va estrenar-se a Amazon Prime Video el 30 d'agost de 2019. La sèrie és protagonitzada per Orlando Bloom i Cara Delevingne. El juliol de 2019, va ser anunciat que Amazon havia renovat Carnival Row per a una segona temporada.

## Premissa
En un alternatiu però avançat segle vii, la història segueix les "criatures mítiques que han fugit de la seua pàtria arrasada per la guerra i que s'han reunit a la ciutat, tot mentre s'estenen tensions entre els ciutadans i la creixent població immigrant". Al centre del drama es troba la investigació sobre un seguit d'assassinats no resolts.